# Minor López
Minor Ignacio López Campollo (Quetzaltenango, 1 de fevereiro de 1987) é um futebolista guatemalteco, que atua como atacante.

## Seleção
Minor López integrou a Seleção Guatemalteca de Futebol, na  Copa Ouro da CONCACAF de 2015.